# Жендовице (Прошовицкий повет)
Жендови́це (пол. Rzędowice) — село в Польше в сельской гмине Конюша Прошовицкого повета Малопольского воеводства.
Село располагается в 8 км от административного центра сельской гмины села Конюша, в 9 км от административного центра повета города Прошовице и в 24 км от административного центра воеводства города Краков.
В 1975—1998 годах село входило в состав Краковского воеводства.
Согласно письму Костюшко в Жендовицах родился Бартош Гловацкий.